# Laphria altitudinum
Laphria altitudinum là một loài ruồi trong họ Asilidae. Laphria altitudinum được Bromley miêu tả năm 1924. Loài này phân bố ở vùng Tân Bắc giới.